# Nemacheilus
Nemacheilus ist eine Gattung der Bachschmerlen (Nemacheilidae). Die Fische leben in Fließgewässern in Asien.

## Merkmale
Nemacheilus-Arten sind langgestreckte Fische mit einem annähernd zylindrischen Körperbau. Nur der Schwanzstiel ist seitlich abgeflacht. Der Kopf ist dorsoventral abgeflacht. Der Ansatz der Rückenflosse liegt vor der Bauchflossenbasis. Die Rückenflosse wird von 3 bis 6 unverzweigten und 7 bis 12 verzweigten Weichstrahlen gestützt. Bei der Afterflosse sind es 3 bis 4 unverzweigte und 4 bis 6 verzweigte Weichstrahlen. Die Schuppen sind winzig und werden zum Schwanz hin größer. Es gibt auch unbeschuppte Arten. Die Seitenlinie kann vollständig oder nur unvollständig ausgebildet sein. Das Maul ist unterständig, die Lippen sind dick. Am Oberkiefer befinden sich drei Bartelpaare, zwei in der Nähe der Maulspitze, ein weiteres nahe zum Mundwinkel. Die Schlundzähne sind klein und in einer Reihe angeordnet. Die vordere Kammer der Schwimmblase ist zweigeteilt und liegt in einer verknöcherten Umhüllung, die hintere Kammer ist nur rudimentär ausgebildet.

## Arten
Fishbase listet gegenwärtig (November 2017) 56 Arten in der Gattung:

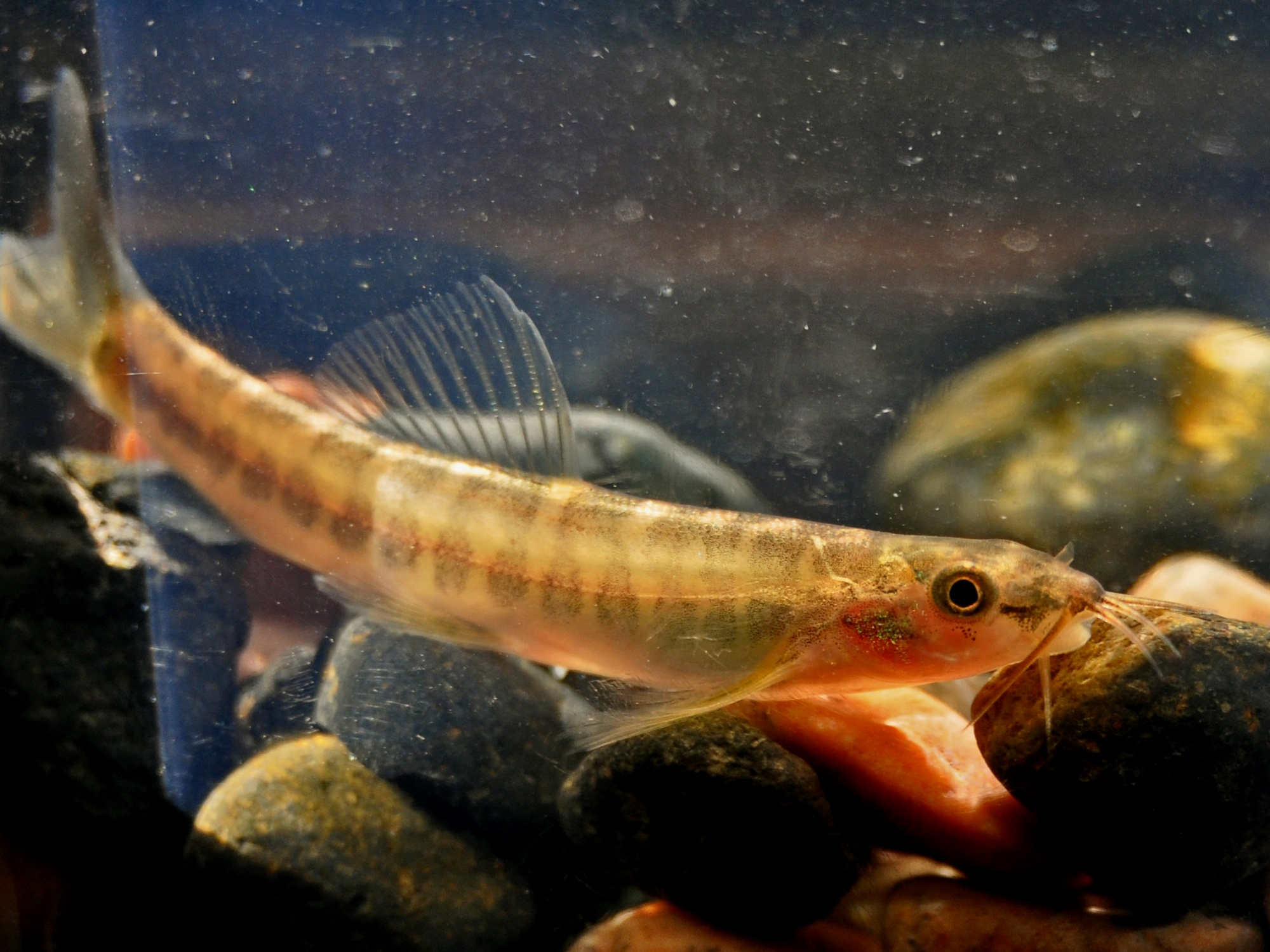
Nemacheilus chrysolaimos

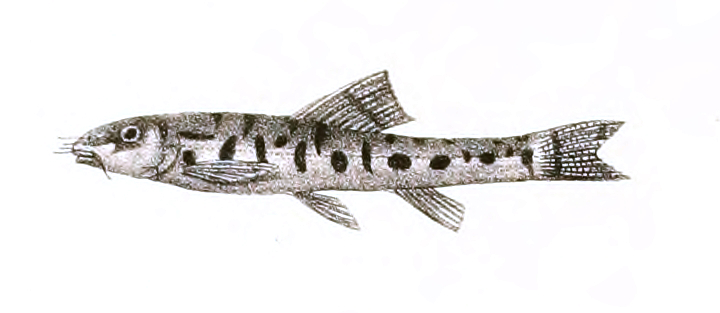
Nemacheilus corica

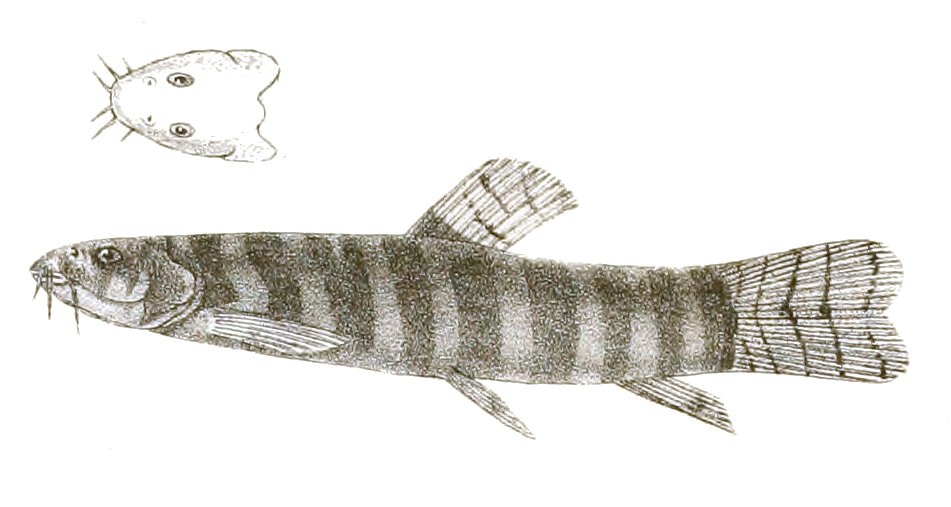
Nemacheilus denisonii

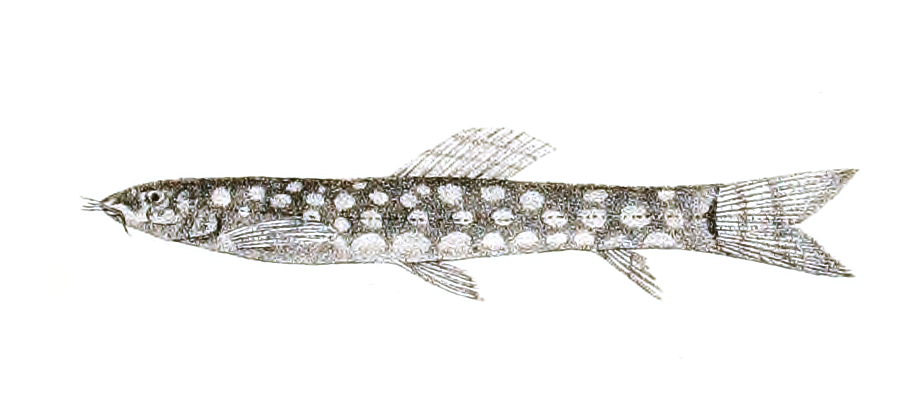
Nemacheilus guentheri

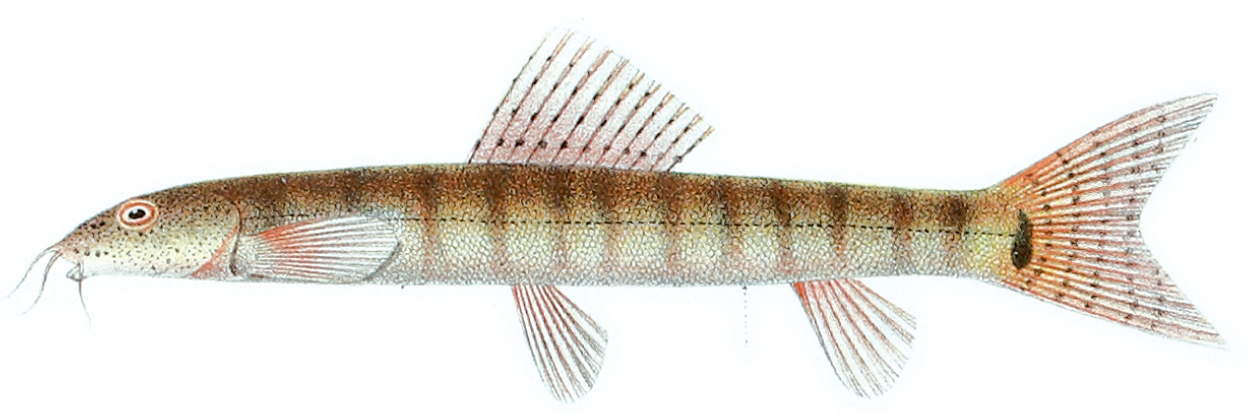
Nemacheilus jaklesii

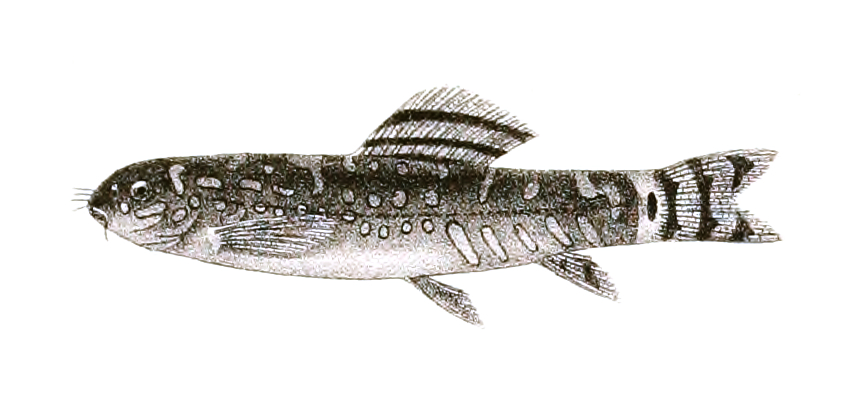
Nemacheilus pulchellus

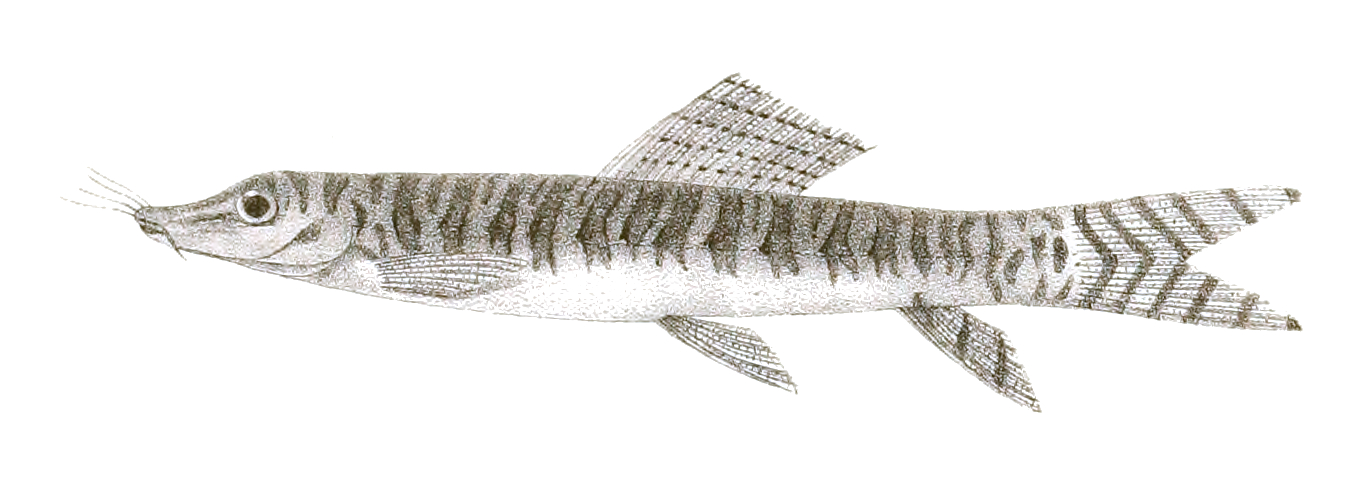
Nemacheilus ruppelli

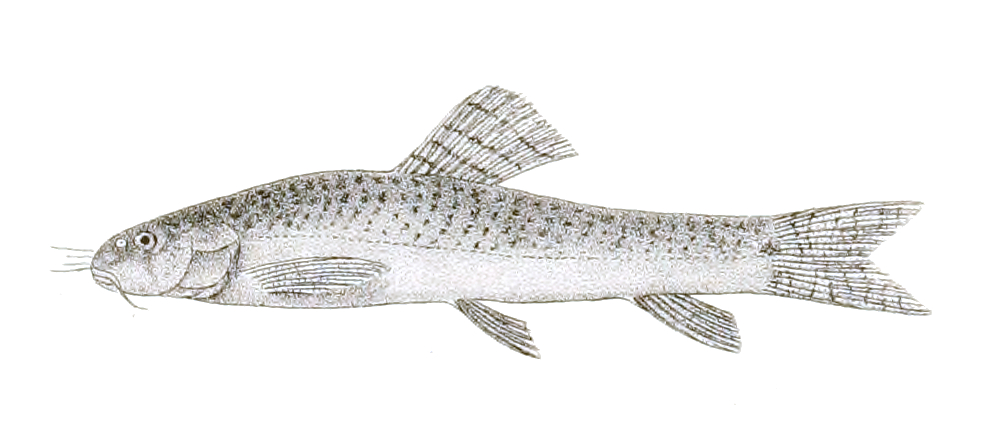
Nemacheilus semiarmatus

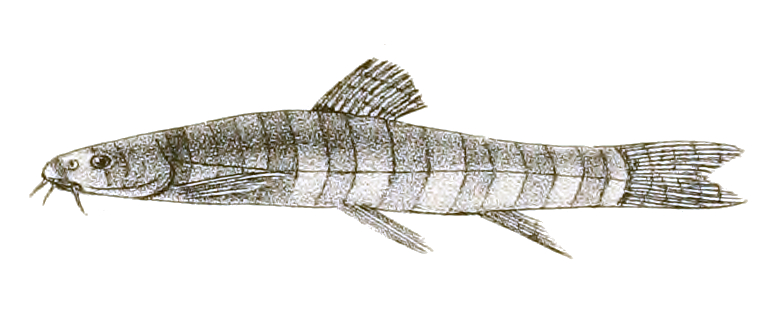
Nemacheilus triangularis

- Nemacheilus chrysolaimos (Valenciennes, 1846)
- Bänderschmerle (Nemacheilus fasciatus Valenciennes, 1846)
- Nemacheilus anguilla Annandale, 1919
- Nemacheilus arenicolus Kottelat, 1998
- Nemacheilus banar Freyhof & Serov, 2001
- Nemacheilus binotatus Smith, 1933
- Nemacheilus carletoni Fowler, 1924
- Nemacheilus cleopatra Freyhof & Serov, 2001
- Nemacheilus corica (Hamilton, 1822)
- Nemacheilus denisoni Day, 1867
- Nemacheilus devdevi Hora, 1935
- Nemacheilus doonensis Tilak & Husain, 1977
- Nemacheilus drassensis Tilak, 1990
- Nemacheilus elegantissimus Chin & Samat, 1992
- Nemacheilus gangeticus Menon, 1987
- Nemacheilus guentheri Day, 1867
- Nemacheilus guttatus (McClelland, 1839)
- Nemacheilus hamwii Krupp & Schneider, 1991
- Nemacheilus huapingensis Wu & Wu, 1992
- Nemacheilus inglisi Hora, 1935
- Nemacheilus jaklesii (Bleeker, 1852)
- Nemacheilus kaimurensis Husain & Tilak, 1998
- Nemacheilus kapuasensis Kottelat, 1984
- Nemacheilus keralensis (Rita, Bãnãrescu & Nalbant, 1978)
- Nemacheilus kodaguensis Menon, 1987
- Nemacheilus kullmanni (Bãnãrescu, Nalbant & Ladiges, 1975)
- Nemacheilus lactogeneus Roberts, 1989
- Nemacheilus longipectoralis Popta, 1905
- Nemacheilus longipinnis Ahl, 1922
- Nemacheilus longistriatus Kottelat, 1990
- Nemacheilus lunanensis Li & Xia, 1987
- Nemacheilus marang Hadiaty & Kottelat, 2010
- Nemacheilus masyai Smith, 1933
- Nemacheilus menoni Zacharias & Minimol, 1999
- Nemacheilus monilis Hora, 1921
- Nemacheilus mooreh (Sykes, 1839)
- Nemacheilus nilgiriensis Menon, 1987
- Nemacheilus olivaceus Boulenger, 1894
- Nemacheilus ornatus Kottelat, 1990
- Nemacheilus oxianus Kessler, 1877
- Nemacheilus pallidus Kottelat, 1990
- Nemacheilus papillos Tan & Kottelat, 2009
- Nemacheilus paucimaculatus Bohlen & ?lechtová, 2011
- Nemacheilus periyarensis Madhusoodana Kurup & Radhakrishnan, 2005
- Nemacheilus petrubanarescui Menon, 1984
- Nemacheilus pfeifferae (Bleeker, 1853)
- Nemacheilus platiceps Kottelat, 1990
- Nemacheilus polytaenia Zhu, 1982
- Nemacheilus pulchellus Day, 1873
- Nemacheilus rueppelli (Sykes, 1839)
- Nemacheilus saravacensis Boulenger, 1894
- Nemacheilus selangoricus Duncker, 1904
- Nemacheilus semiarmatus Day, 1867
- Nemacheilus shehensis Tilak, 1990
- Nemacheilus shuangjiangensis Zhu & Wang, 1985
- Nemacheilus singhi Menon, 1987
- Nemacheilus smithi Greenwood, 1976
- Nemacheilus spiniferus Kottelat, 1984
- Nemacheilus stigmofasciatus Arunachalam & Muralidharan, 2009
- Nemacheilus subfusca (McClelland, 1839)
- Nemacheilus tebo Hadiaty & Kottelat, 2009
- Nemacheilus triangularis Day, 1865
- Nemacheilus troglocataractus Kottelat & Géry, 1989
- Nemacheilus tuberigum Hadiaty & Siebert, 2001
- Nemacheilus yingjiangensis Zhu, 1982